# Joey Barton
Pour les articles homonymes, voir Barton.
Joseph Anthony « Joey » Barton, né le 2 septembre 1982 à Huyton, est un footballeur international anglais qui évoluait au poste de milieu de terrain.

## Biographie

### Carrière de joueur

#### Manchester City

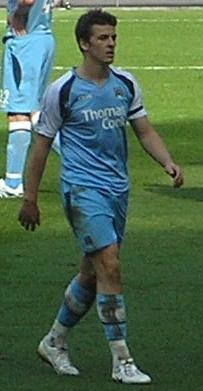
À Manchester City en 2007.

Joey Barton a été formé à Manchester City, où il effectue son parcours junior et ses cinq premières saisons professionnelles.
Cadre et titulaire indiscutable, c'est une bagarre violente avec son coéquipier français Ousmane Dabo qui marque la fin de son aventure à City. Il rejoint en 2007 le club de Newcastle.

#### Newcastle United
Le 3 mai 2009, lors d'une rencontre face à Liverpool, il inflige un violent tacle à Xabi Alonso et écope d'un carton rouge. Le club et son manager, Alan Shearer, auraient décidé de rompre son contrat et de lui infliger une amende de 140 000 € (source dailymail). Mais finalement, il commence la saison 2009-2010 sous les couleurs de Newcastle United en deuxième division anglaise. Et malgré des premières prestations encourageantes, son début de saison est ensuite tronqué par une blessure au pied qui l'éloignera des terrains jusqu'à mars 2010. Son retour comme titulaire se fait le 3 avril 2010 face a Peterborough, match gagné 3-2 avec notamment un superbe but de Barton sur coup franc, il sera congratulé par les supporters de Newcastle lors de sa sortie. Barton devenu célèbre grâce à ses nombreux débordements a prouvé lors de cette saison qu'il était devenu respectable. Il ira même jusqu'à déclarer qu'il veut devenir un exemple pour les jeunes. Loin d'espérer être populaire en Angleterre il aura déjà réussi à gagner le cœur des supporters de Newcastle United (dont il souhaite devenir le capitaine) en participant à la remontée du club.

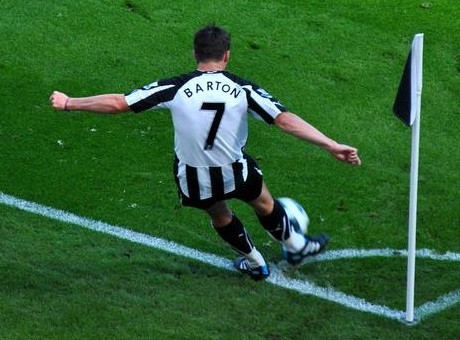
À Newcastle en 2010.

#### Queens Park Rangers
Le 26 août 2011, Joey Barton s'engage en faveur de Queens Park Rangers, promu cette saison en Premier League, pour quatre années. Il en devient capitaine. Au cours de la saison, il sera battu deux fois 3-2 par ses anciens coéquipiers de Manchester City, étant notamment expulsé pour « une petite manchette à Carlos Tévez » et un coup de genou à Sergio Agüero, lors du match retour, pour laquelle il écope de 12 matchs de suspension (4 pour son carton rouge et 8 pour son comportement violent après l'expulsion) et 75 000 livres (93 500 euros) d'amende.
L'issue de cette saison 2011-2012 de Joey Barton est donc positive d'un point de vue collectif puisque les promus parviennent à se maintenir en Premier League, mais plus difficile à titre individuel, car Barton ne peut envisager de jouer avant l'automne 2012. À la suite de cette longue suspension, le club des Queens Park Rangers ne s'oppose pas à un départ de l'international anglais au cours de l'été 2012. Au mois d'août 2012, Barton clame son envie de rejoindre l'Olympique de Marseille, notamment en utilisant les réseaux sociaux.

#### Prêt à l'Olympique de Marseille
Le 31 août 2012, un accord est trouvé pour le prêt de Barton à l'Olympique de Marseille, sans option d'achat. À la suite de ce prêt, la Fédération anglaise de football transmet le dossier disciplinaire de Barton à la Fédération française de football, en conséquence de quoi la suspension de Barton est étendue aux matchs de compétitions françaises par la LFP. Joey Barton entame donc sa carrière phocéenne avec encore 10 matchs de suspension à purger.
Il fait ses débuts officiels sous les couleurs marseillaises le 20 septembre 2012 lors de la première journée de la phase de poule de la Ligue Europa face à Fenerbahçe (2-2). Barton est titulaire et dispute 71 minutes avant d'être remplacé par Jordan Ayew. Le 8 novembre 2012, Barton marque son premier but avec l'OM sur corner direct lors du match de Ligue Europa face au Borussia Mönchengladbach (2-2). C'est le 25 novembre 2012 que Joey Barton fait ses débuts en Ligue 1 avec l'Olympique de Marseille, à l'issue de sa suspension,. Lors de la réception du LOSC pour le compte de la 14e journée du championnat, il est titulaire et dispute soixante-quatorze minutes de jeu avant d'être remplacé par Loïc Rémy. Il récolte dans ce match un carton jaune pour une intervention musclée sur Florent Balmont. Il est élu meilleur Olympien du mois de décembre 2012. Au terme de la saison, il est vice-champion de France.

#### Retour en Grande-Bretagne
Joey Barton fait ensuite son retour à QPR, relégué en Championship. Le 28 août 2013, Joey Barton inscrit un but contre Middlesbrough en Championship, victoire de QPR 2-0. Joueur clé de l'effectif des Rangers, il prend part à 39 matchs toutes compétitions confondues. Le club londonien est promu en Premier League à l'issue de la saison 2013-2014. Le milieu anglais est moins utilisé la saison suivante, prenant part à 28 matchs de championnat. Le 27 mai 2015, Barton fait partie des joueurs en fin de contrat et libérés par QPR.
Le 27 août 2015, il s'engage pour une saison avec le Burnley FC qui évolue en Championship. Il prend part à quarante matchs toutes compétitions confondues et le club termine champion et accède à la Premier League. Il est également membre de l'équipe-type de la saison en championnat.
Le 24 mai 2016, Barton s'engage avec le Rangers FC, tout juste de retour en première division écossaise. Il rejoint officiellement le club écossais à l'ouverture du marché des transferts début juillet. Il dispute huit rencontres avant d'être écarté du groupe à la mi-septembre après une altercation à l'entraînement avec son coéquipier Andy Halliday. Cette altercation fait suite à la lourde défaite des Rangers lors du derby de Glasgow face au Celtic FC (5-1). Barton s'excuse mais est tout de même suspendu trois semaines par son club. Il doit reprendre l'entraînement courant octobre mais est accusé d'avoir parié au cours de l'été sur quarante-quatre matchs par la Fédération écossaise de football. Le contrat du joueur anglais est finalement résilié par le Rangers FC le 10 novembre suivant.
Le 20 décembre 2016, le Burnley FC annonce avoir trouvé un accord avec Joey Barton sur la base d'un contrat courant jusqu'à la fin de saison. Le transfert est officialisé par le club le 2 janvier suivant.
Le 26 avril 2017, la Fédération anglaise de football annonce que Barton encourt une suspension de dix-huit mois avec effet immédiat après avoir dérogé au règlement interdisant aux joueurs de parier sur du football. Accusé d'avoir parié à 1260 reprises entre 2006 et 2016, Barton reconnaît les faits et annonce qu'il met prématurément un terme à sa carrière en faisant tout de même appel de cette sanction.
Le 23 mai 2017, Burnley annonce que le contrat de Joey Barton, qui court jusqu'au 30 juin suivant, n'est pas renouvelé à la suite de cette suspension.
Le 27 juillet 2017, la Fédération anglaise de football annonce que l'appel de Barton est accepté et que sa sanction passe de dix-huit à treize mois de suspension.

#### Équipe d'Angleterre
Joey Barton est d'abord sélectionné à deux reprises avec l'équipe d'Angleterre espoirs en 2003. Appelé pour la première fois en équipe d'Angleterre le 2 février 2007, il honore son unique sélection le 7 février 2007 contre l'Espagne.

### Carrière d'entraîneur

#### Fleetwood Town
Le 18 avril 2018, Joey Barton est nommé entraîneur de Fleetwood Town pour une durée de trois saisons. Le club pensionnaire de D3 anglaise précise cependant que le contrat de Barton débute le 2 juin, date à laquelle sa suspension prend fin.
Le 4 janvier 2021, il est démis de ses fonctions alors que Fleetwood est classé à la dixième place de League One à trois points des places qualificatives pour les playoffs.

#### Bristol Rovers
Le 22 février 2021, il devient entraîneur de Bristol Rovers et s'engage jusqu’en 2023 avec le club de League One.
Le 26 Octobre 2023, le club Bristol Rovers le licencie du poste d'entraîneur.

## Statistiques
| Saison                | Club                          | Championnat           | Championnat | Championnat | Championnat | Coupe nationale | Coupe nationale | Coupe nationale | Coupe de la Ligue | Coupe de la Ligue | Coupe de la Ligue | Compétition(s) continentale(s) | Compétition(s) continentale(s) | Compétition(s) continentale(s) | Compétition(s) continentale(s) | Play-offs | Play-offs | Play-offs | Angleterre | Angleterre | Angleterre | Total | Total | Total |
| Saison                | Club                          | Division              | M.          | B.          | P.d.        | M.              | B.              | P.d.            | M.                | B.                | P.d.              | Comp.                          | M.                             | B.                             | P.d.                           | M.        | B.        | P.d.      | M.         | B.         | P.d.       | M.    | B.    | P.d.  |
| 2002-2003             | Manchester City               | Premier League        | 7           | 1           | 1           | -               | -               | -               | -                 | -                 | -                 | -                              | -                              | -                              | -                              | -         | -         | -         | -          | -          | -          | 7     | 1     | 1     |
| 2003-2004             | Manchester City               | Premier League        | 28          | 1           | 1           | 4               | 0               | 0               | 2                 | 0                 | 0                 | C3                             | 5                              | 0                              | 0                              | -         | -         | -         | -          | -          | -          | 39    | 1     | 1     |
| 2004-2005             | Manchester City               | Premier League        | 31          | 1           | 5           | 1               | 0               | 0               | 1                 | 1                 | 0                 | -                              | -                              | -                              | -                              | -         | -         | -         | -          | -          | -          | 33    | 2     | 5     |
| 2005-2006             | Manchester City               | Premier League        | 31          | 6           | 5           | 5               | 0               | 0               | -                 | -                 | -                 | -                              | -                              | -                              | -                              | -         | -         | -         | -          | -          | -          | 36    | 6     | 5     |
| 2006-2007             | Manchester City               | Premier League        | 33          | 6           | 4           | 4               | 1               | 1               | 1                 | 0                 | 0                 | -                              | -                              | -                              | -                              | -         | -         | -         | 1          | 0          | 0          | 39    | 7     | 5     |
| Sous-total            | Sous-total                    | Sous-total            | 130         | 15          | 14          | 14              | 1               | 1               | 4                 | 1                 | 0                 | -                              | 5                              | 0                              | 0                              | -         | -         | -         | 1          | 0          | 0          | 154   | 17    | 15    |
| 2007-2008             | Newcastle United              | Premier League        | 23          | 1           | 3           | -               | -               | -               | -                 | -                 | -                 | -                              | -                              | -                              | -                              | -         | -         | -         | -          | -          | -          | 23    | 1     | 3     |
| 2008-2009             | Newcastle United              | Premier League        | 9           | 1           | 1           | -               | -               | -               | -                 | -                 | -                 | -                              | -                              | -                              | -                              | -         | -         | -         | -          | -          | -          | 9     | 1     | 1     |
| 2009-2010             | Newcastle United              | Championship          | 15          | 1           | 1           | -               | -               | -               | -                 | -                 | -                 | -                              | -                              | -                              | -                              | -         | -         | -         | -          | -          | -          | 15    | 1     | 1     |
| 2010-2011             | Newcastle United              | Premier League        | 32          | 4           | 9           | 1               | 1               | 0               | 2                 | 0                 | 0                 | -                              | -                              | -                              | -                              | -         | -         | -         | -          | -          | -          | 35    | 5     | 9     |
| 2011-2012             | Newcastle United              | Premier League        | 2           | 0           | 0           | -               | -               | -               | -                 | -                 | -                 | -                              | -                              | -                              | -                              | -         | -         | -         | -          | -          | -          | 2     | 0     | 0     |
| Sous-total            | Sous-total                    | Sous-total            | 81          | 7           | 16          | 1               | 1               | 0               | 2                 | 0                 | 0                 | -                              | -                              | -                              | -                              | -         | -         | -         | -          | -          | -          | 84    | 8     | 16    |
| 2011-2012             | Queens Park Rangers           | Premier League        | 31          | 3           | 3           | 1               | 0               | 0               | -                 | -                 | -                 | -                              | -                              | -                              | -                              | -         | -         | -         | -          | -          | -          | 32    | 3     | 3     |
| 2013-2014             | Queens Park Rangers           | Championship          | 34          | 3           | 2           | 1               | 0               | 0               | 1                 | 0                 | 0                 | -                              | -                              | -                              | -                              | 3         | 0         | 0         | -          | -          | -          | 39    | 3     | 2     |
| 2014-2015             | Queens Park Rangers           | Premier League        | 28          | 1           | 3           | -               | -               | -               | -                 | -                 | -                 | -                              | -                              | -                              | -                              | -         | -         | -         | -          | -          | -          | 28    | 1     | 3     |
| Sous-total            | Sous-total                    | Sous-total            | 93          | 7           | 8           | 2               | 0               | 0               | 1                 | 0                 | 0                 | -                              | -                              | -                              | -                              | 3         | 0         | 0         | -          | -          | -          | 99    | 7     | 8     |
| 2012-2013             | Olympique de Marseille (prêt) | Ligue 1               | 25          | 0           | 3           | 3               | 0               | 0               | -                 | -                 | -                 | C3                             | 5                              | 1                              | 0                              | -         | -         | -         | -          | -          | -          | 33    | 1     | 3     |
| Sous-total            | Sous-total                    | Sous-total            | 25          | 0           | 3           | 3               | 0               | 0               | -                 | -                 | -                 | -                              | 5                              | 1                              | 0                              | -         | -         | -         | -          | -          | -          | 33    | 1     | 3     |
| 2015-2016             | Burnley FC                    | Championship          | 38          | 3           | 2           | 2               | 0               | 0               | -                 | -                 | -                 | -                              | -                              | -                              | -                              | -         | -         | -         | -          | -          | -          | 40    | 3     | 2     |
| 2016-2017             | Rangers FC                    | Scottish Premiership  | 5           | 0           | 0           | -               | -               | -               | 3                 | 0                 | 0                 | -                              | -                              | -                              | -                              | -         | -         | -         | -          | -          | -          | 8     | 0     | 0     |
| 2016-2017             | Burnley FC                    | Premier League        | 14          | 1           | 0           | 4               | 0               | 0               | -                 | -                 | -                 | -                              | -                              | -                              | -                              | -         | -         | -         | -          | -          | -          | 18    | 1     | 0     |
| Total sur la carrière | Total sur la carrière         | Total sur la carrière | 386         | 33          | 40          | 26              | 2               | 1               | 10                | 1                 | 0                 | -                              | 10                             | 1                              | 0                              | 3         | 0         | 0         | 1          | 0          | 0          | 436   | 37    | 41    |

### Sélection nationale d'Angleterre
Le tableau suivant liste les rencontres de l'équipe d'Angleterre auxquelles Joey Barton a participé.
| Match international de Joey Barton | Match international de Joey Barton | Match international de Joey Barton   | Match international de Joey Barton | Match international de Joey Barton | Match international de Joey Barton | Match international de Joey Barton                               |
|                                    | Date                               | Lieu                                 | Adversaire                         | Résultat                           | Compétition                        | Notes                                                            |
| ---------------------------------- | ---------------------------------- | ------------------------------------ | ---------------------------------- | ---------------------------------- | ---------------------------------- | ---------------------------------------------------------------- |
| 1.                                 | 7 février 2007                     | Old Trafford, Manchester, Angleterre | Espagne                            | 0 - 1                              | Match Amical                       | Entre en jeu à la place de Frank Lampard à la 79e minute de jeu. |

## Palmarès

### En club
Joey Barton est sacré champion d'Angleterre de D2 en 2010 avec Newcastle United puis en 2016 avec le Burnley FC.
Il est également vice-champion de France en 2013 avec l'Olympique de Marseille.

### Distinction personnelle
Il est membre de l'équipe-type de D2 anglaise en 2016.

## Polémiques
Joey Barton est un joueur au caractère affirmé, réputé pour son jeu engagé et ses excès sur et en dehors des terrains. Tout au long de sa carrière professionnelle, divers incidents ont émaillé son parcours et construit une image de « bad boy ».
Les plus connus de ces incidents sont les suivants,, :
En décembre 2004, lors d'une soirée avec notamment son coéquipier à Manchester City Jamie Tandy, une altercation entre les deux hommes provoque l'énervement de Joey Barton, qui enfonce un cigare allumé sur l'œil de Tandy.
Le 1er mai 2007, une séance d'entraînement de l'équipe de Manchester City se termine en bagarre violente entre Ousmane Dabo et Barton. L'anglais frappe le français à tel point qu'Ousmane Dabo faillit y perdre l'usage d'un œil. Pour ce dérapage, Barton écopera de 4 mois de prison avec sursis, 12 matchs de suspension dont 6 fermes, et 32 000 € d'amende. De plus, cela marquera la fin de sa carrière à Manchester City, son club formateur.
En décembre 2007, au petit matin après une soirée dans le centre de Liverpool, Barton agresse deux personnes dans la rue et, repéré par les caméras de vidéosurveillance, sera condamné à 6 mois de prison ferme. Il en purgera au total 77 jours.
En novembre 2010, Joey Barton donne un coup de poing à Morten Pedersen lors du match entre Newcastle et Blackburn. L'arbitre ne voit pas le geste, mais les caméras de télévision permettent à la Fédération anglaise de football de sanctionner Barton : elle lui inflige 3 matchs de suspension.
En mai 2012, lors de la dernière journée du championnat anglais, Barton donne un coup de poing à Carlos Tévez puis un coup de genou à Sergio Agüero. Il écope de 12 matchs fermes de suspension.
Pour beaucoup d'observateurs, Barton dégage une personnalité atypique dans le milieu du football professionnel, marquée par ces évènements violents mais aussi par sa culture et sa capacité à tenir des conversations soutenues sur la philosophie ou la sociologie. Sa versatilité lui est souvent reprochée, lui qui a souvent alterné des discours calmes et des rechutes violentes sur et en dehors des terrains.
Lors de son arrivée à Marseille, en 2012, il clame sa volonté de redorer son blason.

## Carrière dans les médias
Le 1er août 2017, Joey Barton est engagé par la radio Talksport en qualité de consultant et co-commentateur des matchs de Premier League. Entre janvier 2018 et mars 2018, il présente un podcast hebdomadaire sur Deezer.